# Colchicum confusum
Colchicum confusum är en tidlöseväxtart som beskrevs av Karin Persson. Colchicum confusum ingår i släktet tidlösor, och familjen tidlöseväxter. Inga underarter finns listade i Catalogue of Life.